# Diocesi di Azcapotzalco
La diocesi di Azcapotzalco (in latino: Dioecesis Azcapotzalcensis) è una sede della Chiesa cattolica in Messico suffraganea dell'arcidiocesi di Città del Messico. Nel 2022 contava 812.000 battezzati su 1.041.000 abitanti. È retta dal vescovo Adolfo Miguel Castaño Fonseca.

## Territorio
La diocesi comprende la delegazione Azcapotzalco e parte di quella di Gustavo A. Madero nel Distretto Federale Messicano.
La sede vescovile si trova nel quartiere Villa Azcapotzalco, dove sorge la cattedrale dei Santi Apostoli Filippo e Giacomo.
Il territorio si estende su 81 km² ed è suddiviso in 67 parrocchie.

## Storia
La diocesi è stata eretta il 28 settembre 2019 da papa Francesco con la bolla Salus populi, ricavandone il territorio dall'arcidiocesi di Città del Messico, di cui è stata resa suffraganea.

## Cronotassi dei vescovi
Si omettono i periodi di sede vacante non superiori ai 2 anni o non storicamente accertati.
- Adolfo Miguel Castaño Fonseca, dal 28 settembre 2019

## Statistiche
La diocesi nel 2022 su una popolazione di 1.041.000 persone contava 812.000 battezzati, corrispondenti al 78,0% del totale.
| anno | popolazione | popolazione | popolazione | presbiteri | presbiteri | presbiteri | presbiteri                | diaconi | religiosi | religiosi | parrocchie |
| anno | battezzati  | totale      | %           | numero     | secolari   | regolari   | battezzati per presbitero | diaconi | uomini    | donne     | parrocchie |
| ---- | ----------- | ----------- | ----------- | ---------- | ---------- | ---------- | ------------------------- | ------- | --------- | --------- | ---------- |
| 2019 | 850.000     | 1.000.000   | 85,0        | 99         | 53         | 46         | 8.585                     | 12      | 46        | 300       | 59         |
| 2020 | 850.000     | 1.000.000   | 85,0        | 99         | 53         | 46         | 8.585                     | 12      | 46        | 300       | 59         |
| 2022 | 812.000     | 1.041.000   | 78,0        | 105        | 58         | 47         | 7.733                     | 9       | 51        | 261       | 67         |